# Megalastrum heydei
Megalastrum heydei là một loài dương xỉ trong họ Dryopteridaceae. Loài này được C. Chr. R.C. Moran & J. Prado mô tả khoa học đầu tiên năm 2010.